# Pierre Auguste Cot
Pierre Auguste Cot (17 de febrero de 1837 – julio de 1883) fue un pintor francés de la escuela academicista.

## Biografía
Cot nació en Bédarieux, y estudió en primer lugar en l'Ecole des Beaux-Arts en Toulouse antes de mudarse a París. Estudió bajo la tutela de Leon Cogniet, Alexandre Cabanel y William-Adolphe Bouguereau. En 1863 hizo un exitoso debut en el Salón, y a partir de la década de 1870, su popularidad comenzó a crecer con gran rapidez. En 1874 fue nombrado caballero de la Legión de Honor.
Creó varias obras que alcanzaron gran popularidad, incluyendo Le Printemps, en la cual retrató a dos jóvenes enamorados sentados en un columpio, y La Tempête que parece su continuación. Ambas pinturas se encuentran en exhibición en el Museo Metropolitano de Arte de la Ciudad de Nueva York; La Tempête pertenece al museo mientras que Le Printemps es parte de una colección privada. 
Cot también obtuvo reconocimiento por sus retratos, que conforman la mayor parte de su trabajo. Disfrutó del patrocinio del escultor académico Francisque Duret, con cuya hija se casó, y de Bouguereau, que pintó un retrato de su hija Gabrielle. Mientras cenaba con la familia para celebrar el matrimonio de Gabrielle, el artista se lo regaló a la esposa de Duret, la abuela de la joven.
Poco después de su muerte a los 46 años, se realizó una suscripción pública para erigir un monumento conmemorativo al artista, que se levantó en Bédarieux en 1892.

## Obras selectas

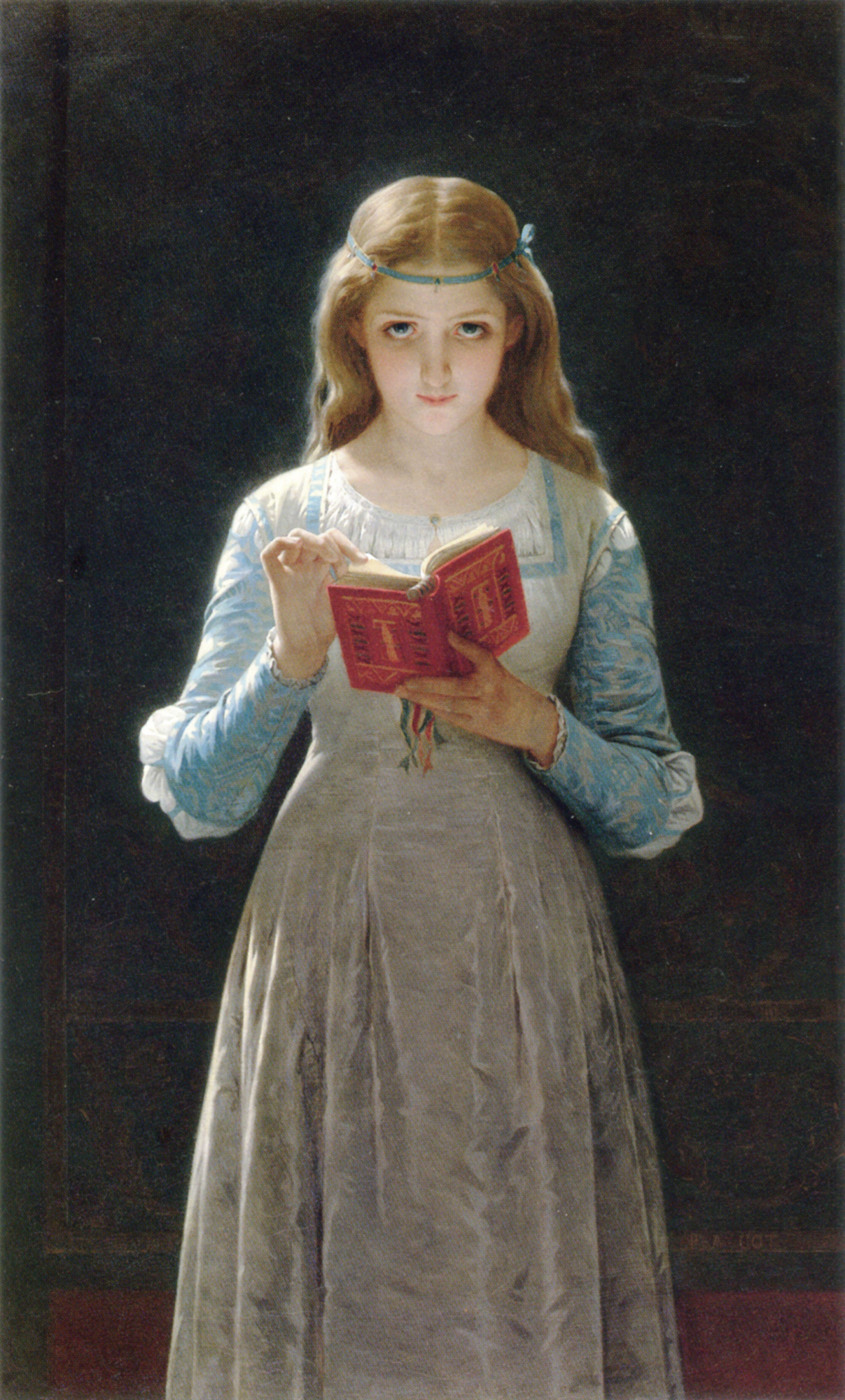
Ofelia, 1870.
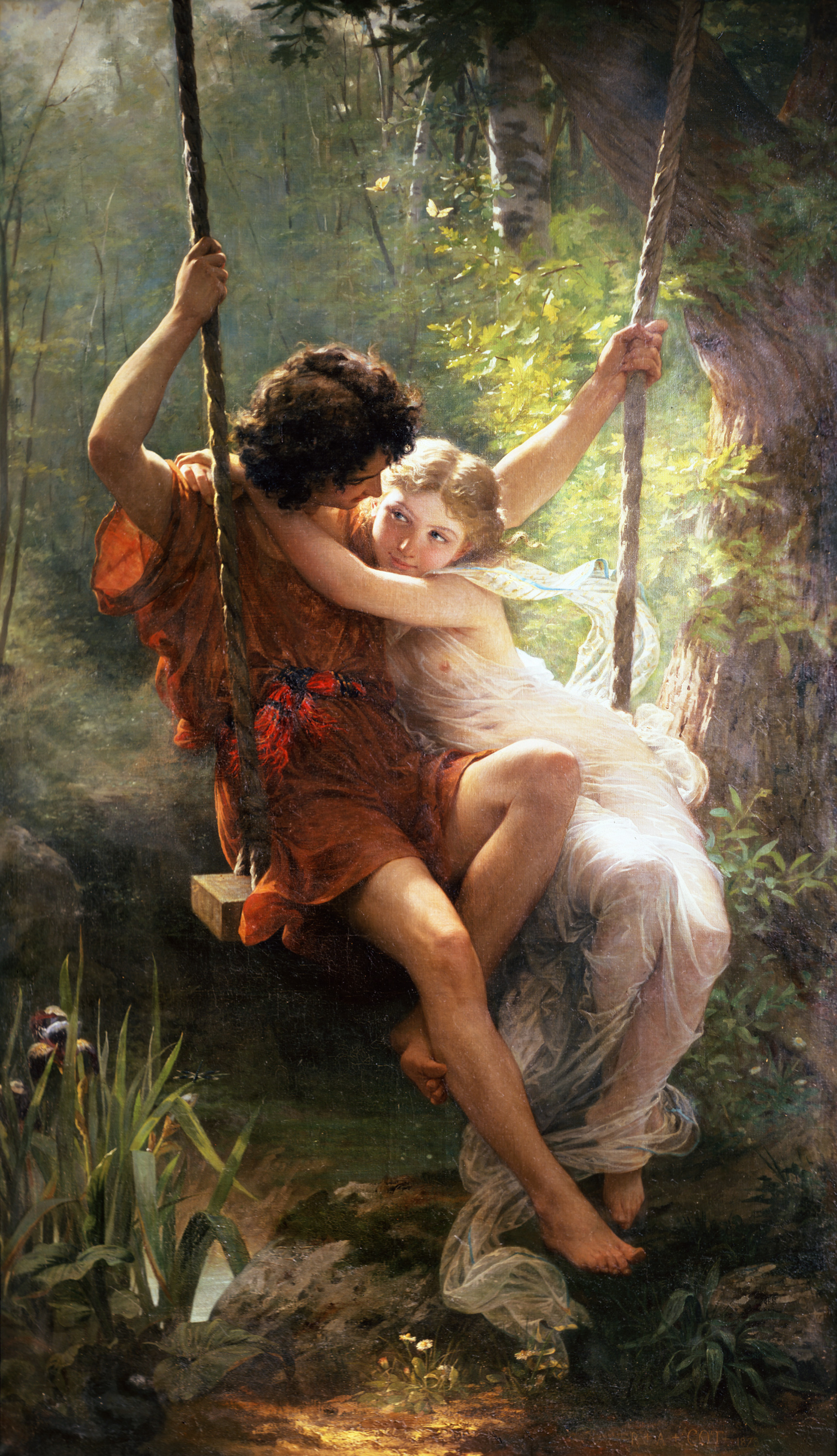
"Le printemps", 1873, Museo Metropolitano de Arte, ciudad de Nueva York.

- Dionysia (1870) 108 × 78 cm, Museo Chi-Mei, Taiwán
- Ophélie (1870)
- La Bohémienne (1871)
- Le Printemps (1873)
- La Tempête (1880) 234.3 x 156.8 cm, Museo Metropolitano de Arte[1]
- La Liseuse (v. 1880)
- Portrait de Madame Mas (1882)
- Mireille (1882) (museo Fabre, Montpellier)

Varias de sus pinturas se encuentran en el Louvre, en París.

## Alumnos
- Ellen Day Hale (1855-1940)
- Anna Elizabeth Klumpke (1856-1942)